# Knox megye (Tennessee)
Knox megye az Amerikai Egyesült Államokban, azon belül Tennessee államban található. Megyeszékhelye és legnagyobb városa Knoxville. Lakosainak száma 478 971 fő (2020. április 1.). Knox megye Union, Blount, Grainger, Jefferson, Sevier, Loudon, Roane és Anderson megyékkel határos.

## Népesség
A megye népességének változása:
| Lakosok száma | 433 041 | 436 646 | 441 132 | 444 622 | 451 324 | 478 971 |
|               | 2010    | 2011    | 2012    | 2013    | 2015    | 2020    |